# فرانچسکو توتی
فرانچسکو توتی (Francesco Totti، تلفظ ایتالیایی Francesco مطابق «فرانچسکو» ولی Totti به‌صورت /تُت.تی/ بیان می‌شود — زادهٔ ۲۷ سپتامبر ۱۹۷۶) بازیکن فوتبال پیشین اهل ایتالیا است. توتی در طول دوران بازی حرفه‌ای خود فقط برای باشگاه رم و تیم ملی ایتالیا بازی کرد. او بیشتر دوران بازی خود در پست‌های هافبک هجومی و مهاجم دوم بازی کرد ولی در پست‌های مهاجم یا وینگر هم سابقهٔ بازی دارد. رسانه‌ها و هواداران به او لقب‌هایی همچون Er Bimbo de Oro (پسر طلایی)، L'Ottavo Re di Roma (هشتمین پادشاه رم)، Er Pupone (بچه بزرگ)، Il Capitano (کاپیتان) و Il Gladiatore (گلادیاتور) داده‌اند. 
از او به عنوان یکی از بزرگترین مهاجم و هافبک هجومی های تاریخ یاد میشود
او در ۲۸ مه ۲۰۱۷ در بازی مقابل جنوا رسماً از دنیای فوتبال خداحافظی کرد و مراسم خداحافظی وی در ورزشگاه المپیک رم برگزار شد.

## اوایل زندگی
فرانچسکو توتی در ۲۷ سپتامبر ۱۹۷۶ در خانواده‌ای کاتولیک در رم متولد شد. پدر او لورنزو توتی (کارمند سابق بانک) و مادر او فیورلا توتی (خانه‌دار) بودند. فرانچسکو به همراه برادر بزرگ خود، ریکاردو توتی در محله پورتا مترونیا بزرگ شدند. فرانچسکو از همان کودکی عاشق رم بود و الگوی او جوزپه جیانینی، کاپیتان وقت باشگاه بود. عشق و علاقه به رم از طریق پدربزرگ او، جانلوکا توتی به لورنزو، ریکاردو و فرانچسکو رسیده‌بود.
فرانچسکو در ۹ ماهگی راه می‌رفت و از ۴ سالگی به تماشای فوتبال پرداخت. زمانی که ۴ ساله بود پدرش از گروهی از کودکان ۸ ساله درخواست کرد که فرانچسکو را به بازی خود راه بدهند و آن‌ها به بهانه کوچک بودن وی و احتمال آسیب دیدن مخالفت کردند. ولی زمانی که با اصرار انزو توتی مواجه شدند با بازی دادن به او موافقت کردند. فرانچسکوی ۴ ساله که شورتی قرمز و پیراهنی سفید با شماره ۴ به تن داشت با کودکانی که دو برابر او سن داشتند به بازی پرداخت و با بازی چشم نواز خود تعجب آن‌ها را برانگیخت.
در سال ۱۹۸۳، در ۸ سالگی به باشگاه محلی جوانان فورتیتودو لودیتور پیوست و پس از یک سال بازی در آنجا در ۱۹۸۴ به اسمیت تراستور پیوست که به مدت دو فصل هم در آنجا بازی کرد.
به دلیل بازی‌های درخشان در باشگاه‌های جوانان، نام فرانچسکوی نوجوان بر سر زبان‌ها افتاد. ارمنگیلدو جیانینی، پدر جوزپه جیانینی، در آن زمان مسئول بخش جوانان رم بود. او که در مورد پسری بلوند، لاغر و با استعداد شنیده‌بود تصمیم گرفت به دیدار یکی از مسابقات تیم اسمیت تراستور برود و فرانچسکوی جوان را ببیند. در آن بازی مربی به دلیل اینکه فرانچسکو از همه بازیکنان کوچک‌تر بود وی را به زمین نفرستاد و فرانچسکو در کنار زمین مشغول بازی با توپ و اجرای حرکات نمایشی شد. ارمنگیلدو در انتهای بازی رو به فرانچسکوی جوان کرد
و گفت: «تو مرا یاد پسر خودم می‌اندازی و روزی مانند او قهرمان خواهی شد».

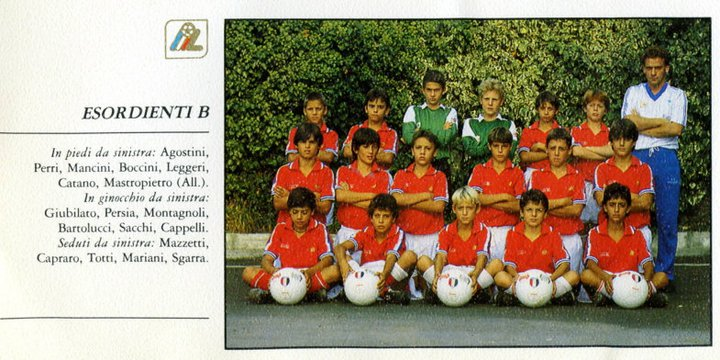
فرانچسکوی ۱۰ ساله در لودیجانی در ۸۷–۱۹۸۶

در سال ۱۹۸۶ فرانچسکو با باشگاه محلی دیگری به نام لودیجانی پیوست و در سه سال بازی در آن باشگاه توجه تیم‌های بزرگ ایتالیا را به خود جلب کرد.

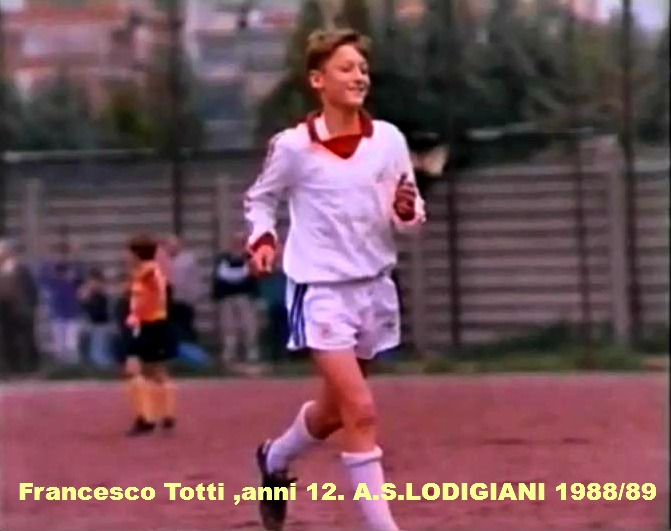
فرانچسکوی نوجوان در لودیجانی در ۸۹–۱۹۸۸

در سال ۱۹۸۹ پیشنهادهای زیادی از میلان، یووه و لاتزیو برای فرانچسکوی ۱۳ ساله روانه شد. مدیران ورزشی باشگاه میلان به خانه آن‌ها رفته و پیشنهاد جذب او به هر قیمتی را به خانواده دادند. اما فیورلا، مادر او، مخالف زندگی و بازی پسر کوچکش در میلان بود. در این هنگام پیشنهاد لاتزیو برای فرانچسکو رنگ و بوی جدی تری گرفت که به خاطر اینکه خانواده او سال‌ها طرفدار رم بودند و پیشنهادی که برای او از رم آمد، فرانچسکو به آکادمی رم پیوست.

## رده باشگاهی
هر چند بیشتر در پست مهاجم دوم معروف است یک متصل‌کننده میان دو پست که بازیکن در نقش یک لینکر خط هافبک را به مهاجم یا مهاجمان متصل می‌کند.
او به عنوان بهترین گلزن باشگاه با بیشترین بازی انجام داده برای تیم در تاریخ باشگاه ثبت شده‌است. در ۱۷ ژوئن سال ۲۰۰۷، وی به عنوان ارزشمند آقای گلی اروپا دست یافت و کفش طلای قارهٔ سبز را از آن خود کرد. همچنین او دومین گلزن برتر تاریخ سری آ است و تنها سیلویو پیولا بازیکن اسبق تیم‌های لاتزیو و یوونتوس با به ثمر رساندن ۲۷۴ گل بالاتر از او قرار دارد.

### فصل اولیه
بعد از سه سال در تیم جوانان، توتی اولین حضور خود را برای تیم بزرگسالان رم در سن شانزده سالگی هنگامی که وویادین بوسکوف مربی این تیم بود در ۲۸ مارس ۱۹۹۳ در پیروزی ۲–۰ مقابل برشا انجام داد، در فصل بعد با مربیگری کارلوماتزونه توتی اولین گل خود را در ۴ سپتامبر ۱۹۹۴ در تساوی ۱–۱ برابر فوجا به ثمر رساند. و به‌طور منظم در بیشتر بازی‌های این تیم بازی می‌کرد و در سه فصل بعد ۱۶ گل به ثمر رساند.

### کاپلو و در سال ۲۰۰۱
در سال ۲۰۰۰–۲۰۰۱ رم با مربیگری فابیو کاپلو شروع بکار کرد. توتی در تیم کاپلو به دلیل مهارت پاس‌های در عمق به عنوان هافبک هجومی مورد استفاده قرار گرفت؛ و در این سال در کنار باتیستوتا و مونتلا مثلث هجومی خطرناکی را شکل دادند که در نهایت به قهرمانی تیم رم در سری آ انجامید
توتی بازیکن سال فوتبال ایتالیا در سال ۲۰۰۰ و ۲۰۰۱. نامگذاری شد.

## تیم ملی

فرانچسکو توتی با تیم ملی ایتالیا در یورو۲۰۰۰

### تیم ملی جوانان
اولین حضور توتی در رقابت‌های ملی، جام ملت‌های اروپای زیر ۱۶ سال در سال ۱۹۹۳ بود. تیم زیر ۱۶ سال ایتالیا به سرمربی‌گری سرجیو واتا و بازیکنانی چون توتی و بوفون به فینال رقابت‌ها راه پیدا کرد که در غیاب فرانچسکو به علت محرومیت، با باخت ۱ بر ۰ مقابل لهستان به نایب قهرمانی رقابت دست یافت. ۴ ماه بعد توتی در رقابت‌های جهانی زیر ۱۷ سال در ژاپن برای ایتالیا به میدان رفت و یک بار هم موفق به گلزنی شد ولی در نهایت ایتالیا موفق به صعود از مرحله گروهی نشد. توتی در جام ملت‌های اروپا زیر ۱۸ سال در ۱۹۹۵ نیز برای ایتالیا به میدان رفت و در بازی فینال در پیروزی ۴ بر ۱ برابر اسپانیا برای ایتالیا گلزنی کرد.
در جام ملت‌های زیر ۲۱ سال اروپا چزاره مالدینی، فرانچسکو را به همراه بازیکنان دیگری چون جانلوئیجی بوفون، فابیو کاناوارو، الساندرو نستا، کریستین پانوچی، دامیانو تومازی، آلسیو تاکیناردی، ماسیمو آمبروزینی، مارکو دلوکیو، کریستین ویری و الساندرو دل پیرو به تیم ملی زیر ۲۱ سال ایتالیا دعوت کرد. فینال این رقابت در بارسلونا، با گلزنی توتی و رائول ۱ بر ۱ به پایان رسید و ایتالیا ۱۵ دقیقه پایانی بازی را ۹ نفره بازی کرد. در پایان در پنالتی‌ها این ایتالیا بود که به قهرمانی رسید.
پس از نمایش‌های درخشان توتی در تیم‌های پایه ملی، دینو زوف سرمربی وقت تیم ملی فوتبال ایتالیا او را برای مرحله مقدماتی جام ملت‌های اروپا ۲۰۰۰ به تیم اضافه کرد. اولین بازی ملی او در ۱۰ اکتبر ۱۹۹۸ در همین رقابت مقابل سوئیس بود. همچنین اولین گل ملی او نیز در رقابت دوستانه در برابر پرتغال به ثمر رسید.

### یورو ۲۰۰۰
او در تورنمنت نهایی یورو ۲۰۰۰ نیز حاضر شد و آمار ۲ گل و ۱ پاس گل را به جای گذاشت. هر چند ایتالیا در بازی فینال طرف بازنده برابر فرانسه بود، توتی لقب بهترین بازیکن میدان را از آن خود کرد و به عقیدهٔ بسیاری از کارشناسان همچون میشل پلاتینی وی بهترین بازیکن تورنمنت بود.

### جام جهانی ۲۰۰۲
در جام جهانی ۲۰۰۲ توتی آن قدرها هم خوش شانس نبود. در دور دوم رقابت‌ها توتی در بازی برابر کره با دریافت کارت زرد دوم به دلیل فریب داور در محوطهٔ جریمه (هر چند تمام کارشناسان رأی بر اشتباه داور و پنالتی دادند) از زمین بازی اخراج شد تا ایتالیا از دور رقابت‌ها کنار رود.

### یورو ۲۰۰۴
در یورو ۲۰۰۴ هم شانس با توتی یار نبود چون از سوی کمیته داوران از انجام بازی تا مرحلهٔ نیمه نهایی برای ایتالیا محروم شد (به دلیل پرتاب تف بر صورت کریستین پولسن مدافع دانمارک، هر چند این تصویر هم توسط تلویزیون دانمارک تسلیم یوفا شد و در آن حرکت قبلی بازیکنان سانسور شده بود).

### جام جهانی ۲۰۰۶
بعد از مصدومیت شدید توتی از ناحیهٔ مچ پا حضور او در جام جهانی ۲۰۰۶آلمان در هاله‌ای از ابهام قرار داشت ولی وی سرانجام با کمک پزشکان به این تورنومنت بزرگ رسید. پزشکان در درون مچ پای وی پلاتین کار گذاشته بودند تا وی بتواند بازی خود را انجام دهد. در بازی برابر استرالیا وی تک گل بازی را در آخرین دقیقهٔ بازی از روی نقطهٔ پنالتی برای ایتالیا به ثمر رساند. در برد ۳ بر ۰ برابر اوکراین توتی پاس گل اول را به زامبروتا به زیبایی داد.
در بازی برابر آلمان در نیمه‌نهایی هم توتی به میدان رفت. وی همچنین در بازی فینال هم از ابتدا به میدان رفت ولی در دقیقهٔ ۶۱ جای خود را به هم باشگاهی‌اش یعنی دانیله ده روسی داد و وی همراه تیم جام طلایی را بالای سر برد و در پایان مسابقات در بین ۲۳ نفر برتر تورنومنت قرار گرفت. او در تمامی بازی‌های این تورنمنت برای تیم ملی کشورش به میدان رفت و نقش مهمی در قهرمانی کشورش در جام جهانی ۲۰۰۶ داشت.

## خداحافظی
فرانچسکو توتی در نهایت در جریان آخرین بازی رم در فصل ۲۰۱۶/۱۷که بین رم - جنوا انجام شد و منجر به پیروزی ۳–۲ و نایب قهرمانی تیم رم شد برای همیشه از دنیای فوتبال خدافظی کرد.

## زندگی شخصی

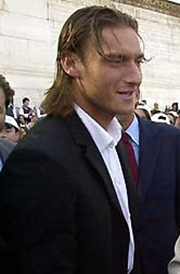
فرانچسکو در روز عروسی با ایلاری

فرانچسکو توتی در ۱۹ ژوئن ۲۰۰۵ با ایلاری بلازی، یکی از مجریان سرشناس شبکه‌های ایتالیایی زبان، ازدواج کرد. ازدواج آن‌ها در تالار بزرگ کلیسای سنتا ماریا در آراکوئلی انجام شد. مراسم ازدواج و پذیرایی برای ۴۰۰ مهمان در قلعه تورچریزنس انجام شد. همچنین والتر وترونی، شهردار وقت رم، در این مراسم حضور داشت، سخنرانی کرد و متن ازدواج را برای فرانچسکو و ایلاری خواند. شبکه اسکای پوششی ۴ ساعته از این مراسم پر هزینه را برای هواداران تهیه کرد. هزینه‌های حاصل از مراسم نیز به خیریه اهدا شد.
چند ماه پس از ازدواج آن‌ها کریستین در ۶ نوامبر ۲۰۰۵ متولد شد. دومین فرزند این زوج، دختری که شنل نام گرفت، ۱۳ مه ۲۰۰۷ چشم به جهان گشود. سومین فرزند فرانچسکو توتی و همسرش ایلاری بلازی نیز، ایزابلا، در ۱۰ مارس ۲۰۱۶ به دنیا آمد.
ریکاردو توتی، برادر عموی فرانچسکو توتی، به عنوان مدیر برنامه فرانچسکو فعالیت می‌کند.
انزو توتی، پدر فرانچسکو، معروف به کلانتر، ۱۲ اکتبر ۲۰۲۰ در سن ۷۶ سالگی به علت ابتلا به ویروس کرونا درگذشت.
فرانچسکو توتی و همسرش ایلاری بلازی در تابستان سال ۲۰۲۲ پس از ۱۸ سال زندگی مشترک و ۲۱ سال آشنایی به‌طور رسمی از هم جدا شدند.

## افتخارات

### باشگاهی

#### آ اس رم
- سری آ: ۰۱–۲۰۰۰
- کوپا ایتالیا: ۰۷–۲۰۰۶، ۰۸–۲۰۰۷
- سوپر جام ایتالیا: ۲۰۰۱، ۲۰۰۷[۲۹][۳۰]

### ملی

#### ایتالیا
- جام جهانی: ۲۰۰۶

نائب قهرمانی یورو ۲۰۰۰

#### جوانان ایتالیا
- مسابقات مدیترانه: ۱۹۹۷
- جام ملت‌های اروپا زیر ۲۱ سال: ۱۹۹۶[۳۱]

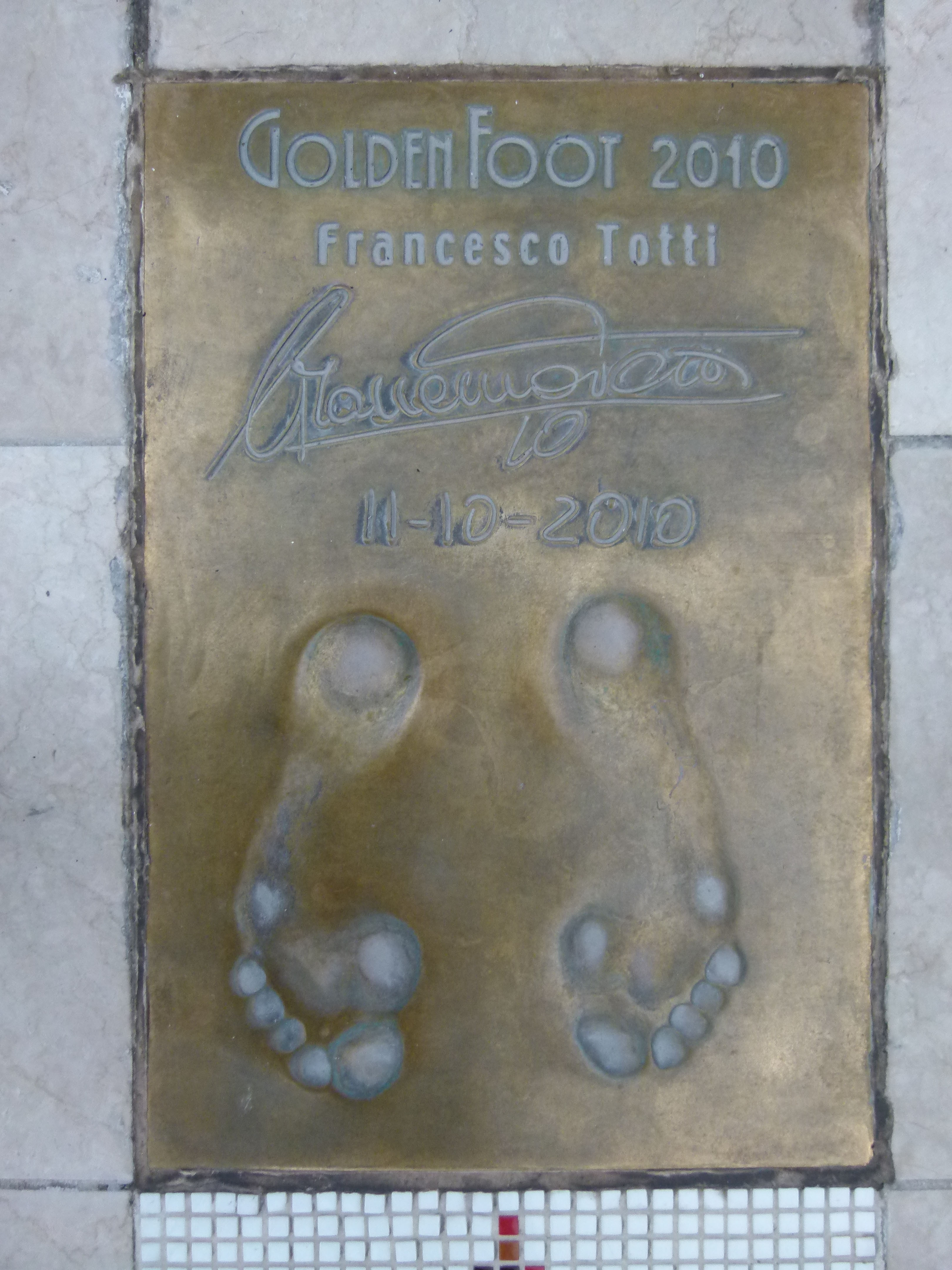
پای طلایی ۲۰۱۰

### فردی
- جایزه Guerin d'Oro (گوئرین طلایی): ۱۹۹۸، ۲۰۰۴[۳۲]
- بازیکن جوان سال ایتالیا: ۱۹۹۹[۳۳]
- بازیکن میدان فینال جام ملت‌های اروپا: ۲۰۰۰[۳۴]
- حضور در تیم منتخب جام ملت‌های اروپا: ۲۰۰۰[۳۵]
- بازیکن سال سری آ: ۲۰۰۰، ۲۰۰۳[۳۶]
- بازیکن ایتالیایی سال فوتبال ایتالیا: ۲۰۰۰، ۲۰۰۱، ۲۰۰۳، ۲۰۰۴، ۲۰۰۷[۳۷]
- حضور در تیم سال اروپا اسپورت مدیا: ۰۱–۲۰۰۰، ۰۴–۲۰۰۳، ۰۷–۲۰۰۶[۳۸]
- فیفا ۱۰۰[۳۹]
- ستاره‌های جام جهانی ۲۰۰۶[۴۰]
- بیشترین پاس گل جام جهانی ۲۰۰۶[۴۱]
- بیشترین پاس گل در سری آ: ۹۹–۱۹۹۸،[۴۲] ۰۷–۲۰۰۶، ۱۴–۲۰۱۳[۴۳]
- کفش طلای سری آ: ۰۷–۲۰۰۶[۴۴][۴۵]
- کفش طلای اروپا: ۲۰۰۷[۴۶]
- جایزه Pallone d'Argento (توپ نقره ای): ۰۸–۲۰۰۷[۴۷][۴۸]
- پای طلایی: ۲۰۱۰[۴۹][۵۰][۵۱][۵۲][۵۳]
- جایزه "Premio Nazionale Carriera Esemplare "Gaetano Scirea (بهترین بازیکن فنی و اخلاقی بالای ۳۰ سال در سری آ): ۲۰۱۴[۵۴][۵۵]
- جایزه Premio internazionale Giacinto Facchetti (جایزه زیبایی فوتبال): ۲۰۱۴[۵۶][۵۷]
- تیم منتخب تاریخ جام ملت‌های اروپا زیر ۲۱ سال[۵۸][۵۹]
- عضو تالار مشاهیر باشگاه رم[۶۰][۶۱]
- عضور تالار مشاهیر فوتبال ایتالیا[۶۲][۶۳]
- جایزه UEFA President's Award (دستاوردها و عملکرد استثنائی): ۲۰۱۷[۶۴][۶۵]
- جایزه Gazzetta Sports Awards (بهترین ورزشکار سال از دیدگاه گاتزتا): ۲۰۱۷[۶۶][۶۷]
- جایزه بهترین دوران بازی گلوب ساکر: ۲۰۱۷[۶۸][۶۹][۷۰]
- جایزه لاروس: ۲۰۱۷[۷۱][۷۲]
- جایزه بهترین دوران بازی گران گالا دل کالچو: ۲۰۱۷[۷۳]

### نشان‌ها
Cavaliere Ordine al Merito della Repubblica Italiana: شوالیه / پنجمین رده: ۲۰۰۰
 Collare d'Oro al Merito Sportivo: کمیته ملی المپیک ایتالیا: ۲۰۰۶
Ufficiale Ordine al Merito della Repubblica Italiana: افسر / چهارمین رده: ۲۰۰۶

### رکوردها
- آقای گل تاریخ باشگاه رم: ۳۰۷ گل
- آقای گل تاریخ باشگاه رم در سری آ: ۲۵۰ گل
- آقای گل تاریخ باشگاه رم در لیگ قهرمانان اروپا: ۱۷ گل
- آقای گل تاریخ باشگاه رم در لیگ اروپا: ۲۱
- آقای گل تاریخ باشگاه رم در رقابت‌های اروپایی: ۳۸ گل
- بیشترین بازی برای باشگاه رم: ۷۸۶ بازی[۷۷]
- بیشترین بازی برای باشگاه رم در سری آ: ۶۱۹ بازی[۷۸]
- بیشترین بازی برای باشگاه رم در لیگ قهرمانان اروپا: ۵۷ بازی
- بیشترین بازی برای باشگاه رم در لیگ اروپا: ۴۶ بازی
- بیشترین بازی برای باشگاه رم در رقابت‌های اروپایی: ۱۰۳ بازی
- بیشترین تعداد فصل متوالی گلزنی در سری آ: ۲۳ فصل[۷۹]
- مسن‌ترین گلزن لیگ قهرمانان اروپا: ۳۸ سال و ۵۹ روز[۸۰][۸۱]
- مسن‌ترین بازیکن تاریخ باشگاه رم: ۴۰ سال و ۲۴۳ روز[۸۲][۸۳]
- جوان‌ترین کاپیتان تاریخ سری آ: ۲۲ سال و ۳۴ روز[۸۴][۸۵]
- بیشترین گل زده شده برای یک باشگاه در سری آ: ۲۵۰ گل[۸۶]
- آقای گل تاریخ شهرآورد دلا کاپیتاله: ۱۱ گل[۸۷][۸۸]
- بیشترین گل از نقطه پنالتی در سری آ: ۷۱ گل[۸۹]
- بیشترین گل زده شده به تیم‌های مختلف در سری آ (به همراه روبرتو باجو و آلبرتو جیلاردینو): ۳۸ تیم[۹۰][۹۱]